# Potentilla collina
Potentilla collina là loài thực vật có hoa trong họ Hoa hồng. Loài này được Wibel. miêu tả khoa học đầu tiên năm 1799.

## Hình ảnh

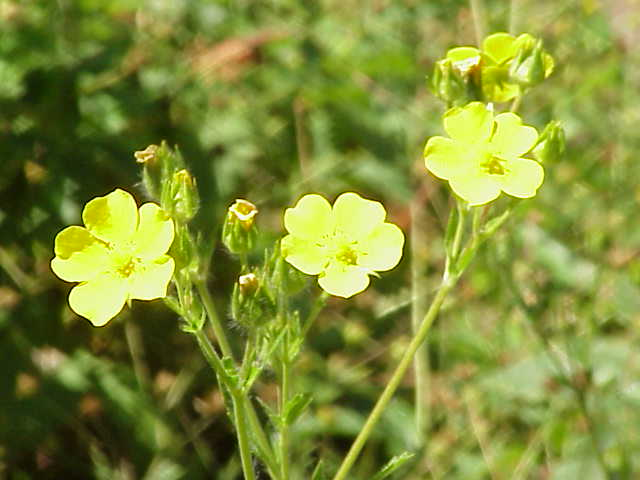
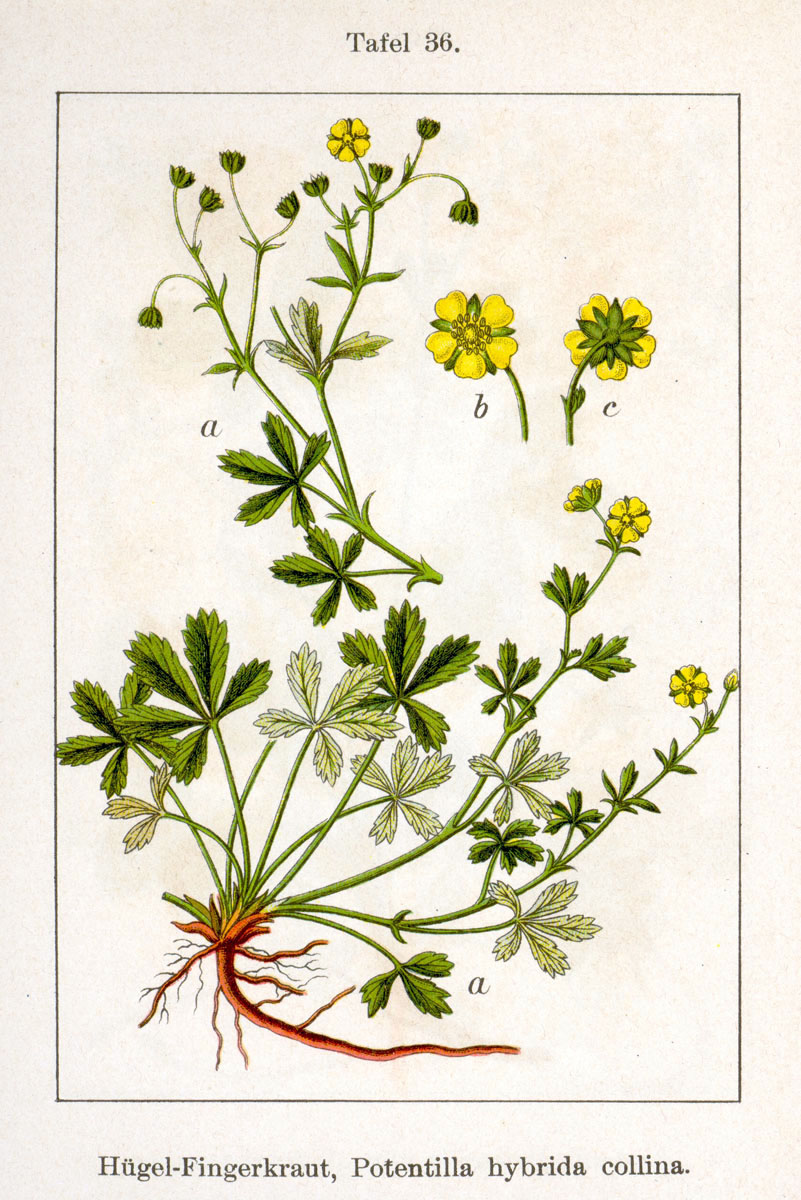